# Zostera mucronata
Zostera mucronata är en bandtångsväxtart som beskrevs av Cornelis den Hartog. Zostera mucronata ingår i släktet bandtångssläktet, och familjen bandtångsväxter. Inga underarter finns listade.